# Duncan Macdougall (Königreich der Inseln)
Duncan Macdougall, King of the Isles (auch Donnchad mac Dubhgaill) († zwischen 1237 und 1247) war ein schottischer Adliger. Er begann seine Stellung als nahezu autonom herrschender Lord der westschottischen Inseln, doch während seines langen Lebens näherte er sich zunehmend der schottischen Krone an.

Das Königreich der Inseln um 1200

## Herkunft und Erbe
Duncan entstammte der Familie Macdougall. Er war ein Sohn von Dugald und damit ein Enkel von Somerled. Er hatte mindestens einen Bruder, Dugald Screech, während Uspak vermutlich ein weiterer Bruder war. Duncans Vater hatte über Argyll und weitere Inseln und Gebiete in Westschottland geherrscht und zeitweise den Titel König der Inseln beansprucht. Duncan wird erstmals 1175 erwähnt, als sein Vater sich in ein Kloster zurückzog. Vermutlich in diesem Jahr übernahmen Duncan und seine Brüder die Herrschaft über seine Besitzungen. Über sein langes Leben gibt es nur wenige Nachweise, und vor allem über die Geschichte der Region im letzten Viertel des 12. Jahrhunderts ist nur sehr wenig bekannt. Zusammen mit seinem Bruder Dugald Screech war Duncan zu Beginn des 13. Jahrhunderts Lord of Lorne bzw. von Argyll. Zu diesen Besitzungen gehörten neben Argyll Mull, Coll und Tiree. Bis etwa 1240 ließen Duncan und seine Familie möglicherweise fünf Burgen errichten, von denen Dunstaffnage Castle in Lorne die bedeutendste war und zum Hauptsitz der Familie wurde. Für seine Besitzungen auf dem schottischen Festland war Duncan nominell Untertan der schottischen Könige, während er für seine Besitzungen auf den westschottischen Inseln den norwegischen Königen unterstand. Tatsächlich besaß Duncan wie auch andere Lords der Region weitgehende Autonomie.

## Annäherung an den schottischen König
1221 oder 1222 führte der schottische König Alexander II. einen Feldzug nach Argyll, wobei sich dieser offenbar nicht gegen Duncan oder Dugald Screech richtete. Durch den Feldzug wurde Duncans Cousin Ruairi aus Argyll vertrieben, das dann an Ruairis Bruder Donald fiel. Möglicherweise konnte aber auch Duncan von der Niederlage seines Cousins profitieren und seine Besitzungen in Argyll ausbauen. Er war sich bewusst,  dass er aufgrund seiner Besitzungen einen Anspruch auf den Titel eines Königs der Inseln hatte, doch der Erfolg des schottischen Königs 1222 hatte gezeigt, dass auch Duncan seine Herrschaft nicht ohne dessen Duldung bewahren konnte. Etwa zwei Jahre nach dem Feldzug von 1222 bezeugte er zusammen mit Duncan of Carrick eine Urkunde des Earls of Lennox. Diese Beziehung zu einem loyalen Vasallen der schottischen Krone deutet an, dass auch Duncan seine Stellung an der Seite der schottischen und nicht auf der der norwegischen Könige sah. Wohl aufgrund seiner Beziehungen zum schottischen König übergingen die norwegischen Könige im Gegenzug Duncan als ältesten lebenden Nachfahren von Somerled bei der Vergabe des Königstitels.

## Rolle im Krieg von 1230 bis 1231
Vermutlich während der Machtkämpfe um die Isle of Man ab 1224 griffen Duncan und Dugald Screech andere westschottische Inseln, die vermutlich zum Reich der Könige von Man gehörten. Vermutlich aufgrund dieser Angriffe benannte der norwegische König Håkon IV. als Oberherr des Königreichs der Inseln Duncan und Dugald Screech 1228 namentlich als untreue Vasallen. Der norwegische König stellte eine kleine Flotte auf, die 1230 einen Feldzug nach Westschottland führte. Führer der Flotte waren Duncans Bruder Uspak und König Olaf von Man. Die Flotte plünderte mehrere Inseln der Region, worauf Duncan und Dugald Screech vor Islay mit Uspak verhandelten. Die Verhandlungen verliefen gespannt, doch schließlich schlossen sich Duncan und Dugald Screech widerstrebend der norwegischen Flotte an. Dennoch sollen die Norweger ohne Wissen von Uspak die Besitzungen von Duncan und Dugald Screech geplündert haben. Trotzdem unterstützten diese die Norweger bei einem Angriff auf die Isle of Bute. Bei der Eroberung von Rothesay Castle wurde Uspak schwer verwundet. Er starb wenig später an seinen Verletzungen. Das Kommando über die norwegische Flotte übernahm jetzt Olaf, der die Flotte nach Man führte und so seine Besitzungen sicherte. Nach dem Ende des Feldzugs ist über Duncans Bruder Dugald Screech nichts weiter bekannt. Duncan stiftete kurz nach 1230 Ardchattan Priory am Loch Etive und schenkte dem Kloster Landbesitz und Rechte an Zehnten und Patronaten. Das Kloster war eine der ersten Niederlassungen der Mönche der Kongregation von Kloster Val-des-Choues in Schottland. Möglicherweise gründete Duncan das Kloster als Wiedergutmachung für seine Teilnahme am Krieg von 1230 und um nach seiner schwankenden Haltung während des Krieges wieder die Gunst des schottischen Königs wieder zu gewinnen.

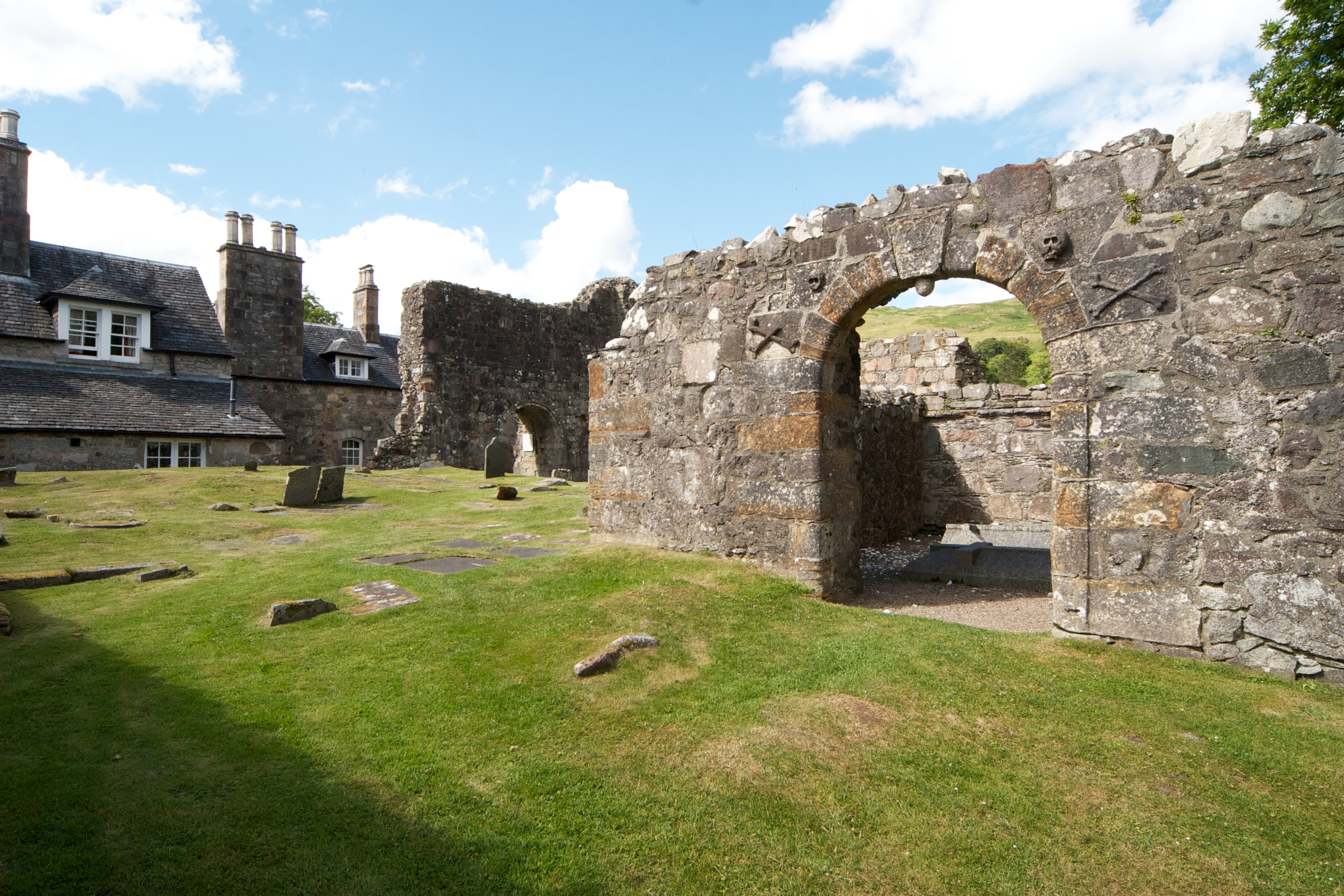
Ruinen der von Duncan gestifteten Ardchattan Priory

## Integration in den schottischen Adel
Nach dem Ende des Kriegs mit Norwegen baute der schottische Magnat Walter Fitzalan mit Unterstützung des schottischen Königs seinen Einfluss in Westschottland aus. Das Einflussgebiet der schottischen Könige erstreckte sich nun bis zum Loch Awe und zum Loch Fyne und grenzte damit an Duncans Besitzungen in Argyll. Angesichts der zunehmenden Macht von Fitzalan und des schottischen Königs erschien Duncan gegen Ende der 1230er Jahre am Hof von Alexander II., um dessen Schutz und Anerkennung als Lord of Lorn zu erlangen. Nach dem Abschluss des Vertrags von York im September 1237 gehörte Duncan zu den schottischen Baronen, die einen Brief an den Papst über den Inhalt des Vertrags besiegelten. Die gilt als klarer Beleg, dass Duncan innerhalb der schottischen Barone fest integriert war. Sein Todesjahr ist unbekannt. Sein Sohn Ewen machte 1240 eine Schenkung zugunsten der Bischöfe von Argyll, so dass vermutet wird, dass Duncan zu dieser Zeit bereits gestorben war. Nach anderen Angaben bezeugte er noch 1244 einen Brief des schottischen Königs, in dem dieser den Papst vom Abschluss des Vertrags von Newcastle unterrichtete. Er starb spätestens 1247.

## Nachkommen
Duncan hatte mehrere Söhne. Sein Erbe wurde sein ältester Sohn Ewen. Seine Tochter Gill soll den irischen Kleinkönig Brian O’Neil geheiratet haben.